# Teddy Sears

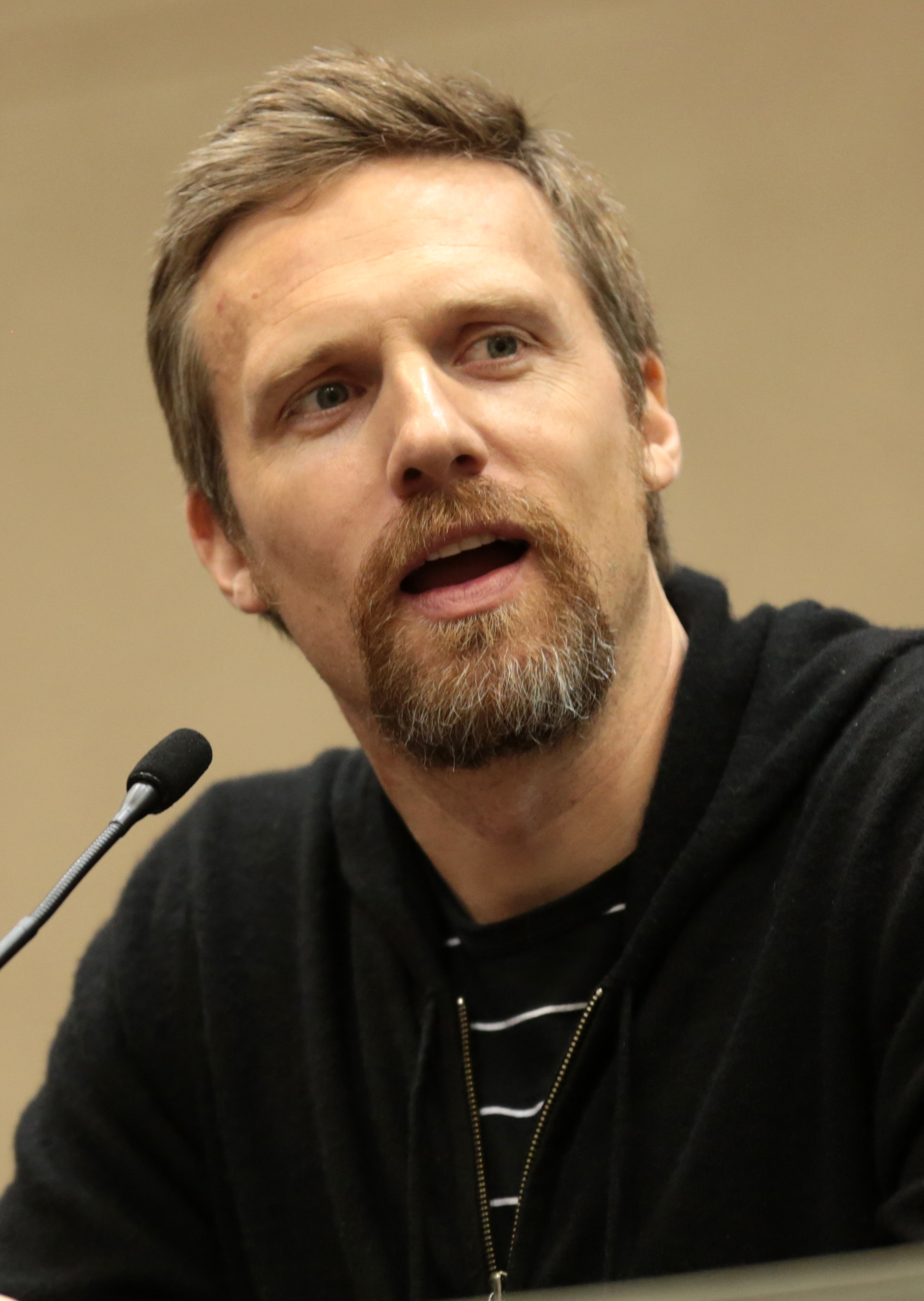
Teddy Sears (2017)

Edward M. „Teddy“ Sears (* 6. April 1977 in Washington, D.C.) ist ein US-amerikanischer Schauspieler.

## Leben
Teddy Sears wurde in Washington, D.C. geboren und wuchs in Chevy Chase in Maryland auf. Sears kommt aus einer Familie von Sportlern. Sein Urgroßvater Henry Edward Sears gewann bei den Olympischen Sommerspielen 1912 eine Goldmedaille im Schießen. Seine Tante Mary Sears gewann bei den Olympischen Sommerspielen 1956 eine Bronzemedaille im Schmetterlingsschwimmen.
Studiert hat Sears Betriebswirtschaftslehre an der University of Virginia. Nachdem er sein Talent für die Schauspielerei entdeckt hatte, zog er nach New York, um sich dort weiterzubilden.
Seine ersten Fernseherfahrungen sammelte Sears 2001 in einer Folge von Sex and the City sowie in einer Folge von Liebe, Lüge, Leidenschaft und im Film To End All Wars – Die wahre Hölle. In den folgenden Jahren folgten Auftritte in Whoopi, Criminal Intent – Verbrechen im Visier und in der Late Show with David Letterman. Des Weiteren war Sears in Justice – Nicht schuldig, CSI: Miami, Ugly Betty, Big Love, Mad Men, Rules of Engagement, Samantha Who? und Dollhouse zu sehen. Zwischen 2008 und 2009 hatte er eine Hauptrolle in der Serie Raising the Bar des Senders TNT neben Mark-Paul Gosselaar inne. Zwischen 2010 und 2011 trat er in zehn Folgen der Serie The Defenders auf. Nach weiteren Gastrollen in In Plain Sight – In der Schusslinie und Dr. Dani Santino – Spiel des Lebens war er über vier Folgen lang in Torchwood mit von der Partie. Auch hatte er 2011 die Rolle des Patrick in der ersten Staffel der Serie American Horror Story inne. Nach einem längeren Handlungsbogen in der kurzlebigen Serie 666 Park Avenue hatte er seit 2013 die Rolle des Dr. Austin Langham in der Showtime-Serie Masters of Sex inne. Die Serie endete 2016. Außerdem spielte er in der zweiten Staffel von The Flash die Rolle des bösartigen Speedsters Zoom.

## Filmografie (Auswahl)
- 2001: Sex and the City (Fernsehserie, Folge 4x02)
- 2001: Liebe, Lüge, Leidenschaft (One Life to Live, Fernsehserie)
- 2001: To End All Wars – Die wahre Hölle (To End All Wars)
- 2003, 2010: Law & Order: Special Victims Unit (Fernsehserie, 2 Folgen)
- 2004: Criminal Intent – Verbrechen im Visier (Law & Order: Criminal Intent, Fernsehserie, Folge 3x18)
- 2004: Whoopi (Fernsehserie, Folge 1x16)
- 2005: Late Show with David Letterman (Fernsehserie, 5 Folgen)
- 2005: In Between
- 2006: Justice – Nicht schuldig (Justice, Fernsehserie, Folge 1x03)
- 2006: Studio 60 on the Sunset Strip (Fernsehserie, 2 Folgen)
- 2006: CSI: Miami (Fernsehserie, 2 Folgen)
- 2006–2007: Ugly Betty (Fernsehserie, 2 Folgen)
- 2007: Rexx, der Feuerwehrhund (Firehouse Dog)
- 2007: Raines (Fernsehserie, Folge 1x05)
- 2007: Big Love (Fernsehserie, Folge 2x09)
- 2007: Mad Men (Fernsehserie, Folge 1x07)
- 2008: Las Vegas (Fernsehserie, Folge 5x17)
- 2008: Rules of Engagement (Fernsehserie, Folge 2x12)
- 2008: Samantha Who? (Fernsehserie, Folge 2x09)
- 2008–2009: Raising the Bar (Fernsehserie, 25 Folgen)
- 2009: A Single Man
- 2009: Dollhouse (Fernsehserie, Folge 1x08)
- 2010: Die Liste (The Client List)
- 2010–2011: The Defenders (Fernsehserie, 10 Folgen)
- 2011: In Plain Sight – In der Schusslinie (In Plain Sight, Fernsehserie, Folge 4x07)
- 2011: Dr. Dani Santino – Spiel des Lebens (Necessary Roughness, Fernsehserie, Folge 1x05)
- 2011: Torchwood (Fernsehserie, 4 Folgen)
- 2011: Rizzoli & Isles (Fernsehserie, Folge 2x13)
- 2011: American Horror Story (American Horror Story: Murder House, Fernsehserie, 4 Folgen)
- 2011–2012: Blue Bloods – Crime Scene New York (Blue Bloods, Fernsehserie, 2 Folgen)
- 2012: Harry’s Law (Fernsehserie, Folge 2x14)
- 2012–2013: 666 Park Avenue (Fernsehserie, 5 Folgen)
- 2013–2016: Masters of Sex (Fernsehserie, 21 Folgen)
- 2015: Curve
- 2016: Voll verkatert (Nine Lives)
- 2015–2016, 2018, 2023: The Flash (Fernsehserie, 21 Folgen)
- 2017: 24: Legacy (Fernsehserie)
- 2018: Chicago Fire (Fernsehserie, 10 Folgen)
- 2019–2020: The Politician (Fernsehserie, 5 Folgen)
- 2021: American Horror Stories (Fernsehserie, 1 Folge)
- 2021: S.W.A.T. (Fernsehserie, Folge 5x06)
- 2022: Navy CIS: Hawaiʻi (NCIS: Hawai'i, Fernsehserie, Folge 1x18)